# Theodoro Valcárcel
Theodoro Valcárcel (Puno, 19 ottobre 1900 – Lima, 20 marzo 1942) è stato un compositore peruviano.
Di origine andina, trasse ispirazione dalla musica popolare della propria terra. Dopo aver studiato musica nella città natale, si perfezionò a Lima e poi in Europa. Nel 1929 rappresentò il suo paese alla Esposizione Iberoamericana di Siviglia, e tenne concerti in varie capitali europee.

## Opere principali
- Suite incaica (1929)
- Cuatro canciones incaicas per voce e pianoforte (1930)
- Estampas de la cordillera per piano (1932)
- Suray Surita, balletto (1939)
- En las ruinas del templo del Sol (1940)
- Partita (Concierto indio) (1940)
- Cuatro danzas: danza de la flecha, danza de la cosecha, danza de la honda, danza de las flores (1941)

## Discografia
- Puno Pandillero Vol. 1
- Danzas de Puno Vol. 2
- Música clásica peruana: Theodoro Valcárcel, Alma Musik (1995)